# Чалдыбар (Чуйская область)
Чалдыбар (кирг. Чалдыбар) — село в Панфиловском районе Чуйской области Кыргызской Республики.
Расположено на берегу реки Ашмара, в 19 км от районного центра Кайынды. Территория села соприкасается с государственной границей между Кыргызстаном и Казахстаном.
Население — 8700 человек (1993).

## Название
В дореволюционное и советское время официально назывался Чалдовар. После объявления независимости принято наименование в соответствии с написанием на киргизском языке Чалдыбар.
По-киргизски чалдыбар может означать:
- старые развалины, руины (остатки древних поселений);
- рвань, рваньё, совершенно износившаяся одежда;
- тлен; то, что может разрушаться[6].

## История
Историческое поселение в районе Чалдыбара — городище Ашмара существовало ещё в VIII—XVI вв. Оно находилось к северо-западу от Чалдыбара, вблизи от современной границы Кыргызстана и Казахстана. городище Ашмара состоит из цитадели, шахристана и территории, ограниченной длинной стеной. По приказу Тамерлана проводились берегоукрепительные работы. Исследованиями городища занимались Александр Бернштам, Пётр Кожемяко, Лев Ерзакович.
Для обороны новых границ, защиты торговых караванов и удержания местного населения под своей властью 20-30 гг. XIX в. Кокандское ханство на территории современного Кыргызстана и соседних районов современного Казахстана основывает ряд военных укреплений, среди которых — Чалдыбар.
После поэтапного вхождения территории Кокандского ханства в состав России (1860—1876) и проведения административного размежевания крепость Чалдыбар была разрушена, а местность, на которой она располагалась, оказалась в составе Аулиэ-Атинского уезда Сырдарьинской области Туркестанского Генерал-Губернаторства.
В 1876 году из переселенцев из губерний европейской части России возникло русско-украинское поселение. Численность населения Чалдыбара быстро росла: в 1895 году она составила 1102 человек, а уже в начале XX в. она увеличилась почти вдвое (1894 человека в 1909 году, 2064 человека (в 225 дворах) в 1912 г.). В 1893 году, совершая научную поездку по Русскому Туркестану, в Чалдыбаре побывал историк-востоковед Василий (Вильгельм) Бартольд.
В 30-40-х гг. XX в. в районе Чалдыбара (вдоль трассы Бишкек-Чалдыбар) археологом Борисом Зимой были обнаружены курганы-могильники сака-усуньской эпохи.
В советские времена в Чалдыбаре был найден клад, состоявший из серебряных монет номиналом 5, 10, 15 и 20 копеек 1869—1916 гг. выпуска и полтинников и рублей времён Николая II общим весом 1 кг.
В мае-октябре 2008 г. вблизи Чалдыбара на кыргызско-казахской границе был модернизирован пункт пограничного пропуска/ пункт таможенной обработки «Чалдыбар-Автодорожный». Донорами проекта выступили «Программа экспортного контроля и безопасности границ» (Export Control and Related Border Security Assistance, EXBS) и Госдепартамент США.

## Экономика
Основные отрасли хозяйства — животноводство и земледелие
Сфера промышленности и услуг предоставлена:
- швейная промышленность — Чалдыбарская швейная фабрика[20][21].
- строительно-монтажные и ремонтные работы — Панфиловская передвижная механизированная колонна[4]
- учреждения общественного питания (кафе, столовые) и торговли[4]
- станции технического обслуживания[4].

## Транспорт
Чалдыбар — начальный пункт автомобильной магистрали Чалдыбар — Кара-Балта — Бишкек — Токмок — Балыкчы.
Недалеко от Чалдыбара проходит железная дорога Мерке (Казахстан) — Кайынды — Бишкек — Балыкчы.

## Образовательные учреждения
Сейчас в селе действуют 3 средние школы.

## Культурно-просветительские объекты
В Чалдыбаре имеются Музей Трудовой и Военной славы, установлен памятник жителям села, погибшим в Великой Отечественной войне.

## Религиозные объекты
| Учреждение                        | Вероисповедание            | Существует                                    |
| --------------------------------- | -------------------------- | --------------------------------------------- |
| Мечеть «Сабыр»                    | Ислам (Суннизм)            | С 1999 г.                                     |
| Мечеть «Артель»                   | Ислам (Суннизм)            | С 2010 г.                                     |
| Храм Покрова Пресвятой Богородицы | Христианство (Православие) | 1889 — 1940 гг., с 1990 г. по настоящее время |
| Община Свидетелей Иеговы          | Свидетели Иеговы           | С 1998 г.                                     |

## Прочие объекты
Недалеко от Чалдыбара находится 338-й узел дальней связи военно-морского флота России. Он обеспечивает связь Главного штаба ВМФ с судами, находящимися в Тихом и Индийском океанах, а также осуществляет радиотехническую разведку.